# Kalbreyeriella rioquebradasiana
Kalbreyeriella rioquebradasiana är en akantusväxtart som beskrevs av J. Gómez-laurito och B.E. Hammel. Kalbreyeriella rioquebradasiana ingår i släktet Kalbreyeriella och familjen akantusväxter. Inga underarter finns listade i Catalogue of Life.